# Blade: Trinity
Pour les articles homonymes, voir Blade.
Série Blade
Blade 2
(2002)
Pour plus de détails, voir Fiche technique et Distribution.
Blade: Trinity ou Blade III : La Trinité au Québec est un film de science fiction américain de  David S. Goyer et sorti en 2004.
Il s'agit du troisième film de la série Blade adaptée de Marvel Comics.
Le film suit Blade, le chasseur de vampires hybride, qui est devenu l'ennemi public no 1 des États-Unis, accusé de tous les meurtres de vampires. Alors qu'il tente d'échapper à la police, Abraham Whistler, son mentor, se fait tuer. Désemparé, Blade se laisse arrêter. Aux prises avec des policiers adeptes du vampirisme, il est libéré par la fille d'Abraham, Abigail surnommée Whistler, et par Hannibal King. Ces deux derniers sont des chasseurs de vampires humains, qui comptent l'utiliser pour vaincre Dracula, dit « Drake », libéré lui aussi par des vampires.

## Synopsis
Quelque part en Syrie, des vampires explorent une ancienne tombe dans le désert, supposée appartenir à Dracula, le premier de tous les vampires. Aux États-Unis, pour ôter toute liberté de mouvement à Blade, les vampires lui tendent un piège afin qu'il tue un familier humain, ce qui déclenche une chasse à l'homme mené par l'agent Ray Cumberland, qui prend Blade pour un dangereux psychopathe. Les agents du FBI réussissent à localiser le repaire de Blade, et dans le raid qui s'ensuit, Abraham Whistler, son mentor de toujours, est tué. Dévasté par le chagrin et encerclé, Blade est arrêté.
Des adeptes infiltrés réussissent à passer un arrangement avec les autorités pour que Blade soit remis aux vampires. Cependant, Blade est secouru par Hannibal King, un ancien vampire redevenu humain, et Abigail Whistler, la fille d'Abraham, qui lui apprennent que ce dernier avait organisé plusieurs cellules de résistance anti-vampire et lui proposent de rejoindre la leur, les Traqueurs Nocturnes. Blade apprend plus tard que Danica Talos, une ancienne ennemie de King, a ressuscité Dracula (surnommé Drake), dans le but d'utiliser ses pouvoirs pour débarrasser les vampires de leurs faiblesses. L'ADN de Drake étant pur, il est capable de survivre au soleil.
En plus de nouvelles armes à la pointe de la technologie (comme des balles « Sundog » à ultraviolet), les Traqueurs Nocturnes ont créé une arme biologique expérimentale capable de détruire les vampires au niveau génétique, l'Étoile Diurne. Seulement, pour la rendre efficace, un échantillon de sang pur est requis. Vu que Drake est trop puissant pour être tué par les armes classiques, ils espèrent que le virus le tuera, ainsi que les autres vampires grâce à son sang, mais craignent que le virus affecte également Blade.
Impatient de jauger la puissance de Blade, Drake réussit à l'isoler de son groupe en plein jour, les considérant comme indignes de sa puissance. Il lui explique que tous les humains et vampires sont inférieurs à ses yeux et qu'il compte bien les éradiquer de la planète. Peu après, Blade et Abigail enlèvent le chef de la police municipale Martin Vreede, qui est un familier des vampires, et découvrent grâce à lui la "solution finale" des vampires : un réseau de fermes où des humains inconscients sont drainés de leur sang pour leurs besoins nutritifs. Conscient que les humains de ces fermes sont cliniquement morts, Blade désactive tous leurs systèmes de survie après avoir exécuté le chef Vreede.
En revenant au repaire des Chasseurs Nocturnes, Blade et Abigail découvrent que tous les membres ont été tués, sauf King et Zoé, la fille de Sommerfield, les deux étant retenus captif par l'équipe de Danica. Un enregistrement de Sommerfield révèle que l'Étoile Diurne est prête, ne manque plus que l'échantillon de sang de Drake pour la rendre active. Pendant ce temps, Hannibal King est torturé par Danica pour lui soutirer des informations, ce qu'il refuse de faire, même lorsque Danica menace de le transformer en vampire à nouveau pour qu'il se nourrisse du sang de Zoé.
Blade et Abigail montent une expédition de sauvetage au repaire des vampires et sauvent leurs acolytes captifs. Drake invite Blade à un duel à l'épée, qu'il remporte. Alors qu'il s'apprête à tuer Blade, Abigail tire la flèche contenant l'arme biologique, mais Drake l'attrape en plein vol et la laisse tomber au sol, sans se soucier du danger qu'elle représente. Blade s'en empare et le poignarde avec, créant ainsi la réaction chimique complétant l'arme, qui devient un aérosol tuant Danica et tous les vampires présents. Alors que Drake succombe l'Étoile Diurne et à ses blessures, il félicite Blade de lui avoir donné un combat honorable, mais le prévient qu'un jour il succombera à sa soif de sang, et que Blade est l'avenir de l'évolution des vampires.
Le FBI récupère la dépouille de Blade et le déclare officiellement mort; mais alors que l'agent Cumberland assiste à l'autopsie du corps, celui-ci se transforme sous ses yeux en Drake (qui a pris l'apparence de son adversaire dans son dernier souffle), lui prouvant ainsi l'existence des vampires. Quelques mois plus tard, Blade est rétabli et reprend la lutte contre les vampires.

## Fiche technique
Sauf indication contraire, les informations mentionnées dans cette section peuvent être confirmées par les bases de données cinématographiques IMDb et Allociné,  présentes dans la section « Liens externes ».
- Titre original et français : Blade: Trinity
- Titre québécois : Blade III : La Trinité
- Réalisation : David S. Goyer
- Scénario : David S. Goyer, d'après le comics Blade de Marv Wolfman et Gene Colan
- Musique : Ramin Djawadi et RZA
- Direction artistique : Patrick Banister et Eric Fraser
- Décors : Lucrezia Casta et Chris Gorak
- Costumes : Laura Jean Shannon
- Photographie : Gabriel Beristain
- Son : Skip Lievsay, Aaron Glascock, Christopher Sidor
- Montage : Howard E. Smith et Conrad Smart
- Production : David S. Goyer, Wesley Snipes, Peter Frankfurt et Lynn Harris
  - Production déléguée : Avi Arad, Toby Emmerich, Stan Lee et Cale Boyter
  - Coproduction : Kevin Feige et Art Schaefer
- Sociétés de production[1] : Amen Ra Films, Marvel Enterprises et Shawn Danielle Productions Ltd., en association avec Peter Frankfurt Productions et Imaginary Forces, présenté par New Line Cinema
- Sociétés de distribution : New Line Cinema (États-Unis) ; Metropolitan Filmexport (France) ; Fox-Warner (Suisse romande) ; Alliance Atlantis Communications (Québec)
- Budget : 65 millions de $[2]
- Pays de production :  États-Unis
- Langues originales : anglais, espéranto
- Format[3] : couleur (DeLuxe) - 35 mm - 2,39:1 (Cinémascope) (Panavision) - son DTS | Dolby Digital | SDDS
- Genre : fantastique, action, épouvante-horreur
- Durée : 113 minutes (version cinéma), 122 minutes (version non censurée), 123 minutes (version longue)
- Dates de sortie[4] :
  - États-Unis : 7 décembre 2004 (première mondiale à Hollywood)[5] ; 9 décembre 2004 (sortie nationale)
  - France, Suisse romande, Québec : 8 décembre 2004[6],[7]
  - Belgique : 15 décembre 2004[8]
- Classification[9] :
  - États-Unis : interdit aux moins de 17 ans (R – Restricted)[Note 1]
  - France : interdit aux moins de 12 ans[10],[Note 2]
  - Belgique : tous publics (Alle Leeftijden)[8]
  - Québec : 13 ans et plus (13+ / 13 years and over)[7]

## Distribution
- Wesley Snipes (VF : Thierry Desroses ; VQ : Jean-Luc Montminy) : Blade
- Jessica Biel (VF : Julie Turin ; VQ : Camille Cyr-Desmarais) : Abigail Whistler
- Ryan Reynolds (VF : Pierre Tessier ; VQ : Martin Watier) : Hannibal King
- Dominic Purcell (VF : Bruno Dubernat ; VQ : Denis Roy) : Drake
- Parker Posey (VF : Marie-Laure Dougnac ; VQ : Marie-Andrée Corneille) : Danica Talos
- Kris Kristofferson (VF : Bernard Tiphaine ; VQ : Aubert Pallascio) : Abraham Whistler
- Patton Oswalt (VF : Pascal Casanova) : Hedges
- James Remar (VF : Sylvain Lemarié) : l'agent Ray Cumberland
- Michael Rawlins (nl) : l'agent Wilson Hale
- Triple H (VQ : Patrick Chouinard) : Jarko Grimwood
- Mark Berry : Martin Vreede, chef de la police municipale
- Françoise Yip : Virago
- John Michael Higgins (VF : Pierre Laurent ; VQ : Pierre Auger) : Dr Edgar Vance
- Natasha Lyonne (VF : Barbara Delsol ; VQ : Pascale Montreuil) : Sommerfield
- Callum Keith Rennie : Asher Talos

 Source et légende : version française (VF) sur RS Doublage et Voxofilm
 Source et légende : version québécoise (VQ) sur Doublage.qc.ca

## Production

### Genèse et développement
Le poste de réalisateur est proposé à Guillermo del Toro, qui avait dirigé Blade 2. Mais il a préféré se consacrer à un projet qui lui tenait à cœur depuis des années, Hellboy. Stephen Norrington, réalisateur du premier film, a également refusé l'offre après avoir lu le scénario. Oliver Hirschbiegel a également été envisagé, mais il était engagé sur La Chute. C'est finalement David S. Goyer, scénariste des deux précédents volets, qui est choisi.
David S. Goyer explique que les villes sont de nos jours de plus en plus multilingues, notamment dans leurs affichages. Pour représenter cela, la ville canadienne de Vancouver a été choisie pour le tournage et le drapeau de l’espéranto a été utilisé à deux reprises dans le film dans la ville fictive de l’univers où se déroule l’action. D’autres indications et publicités sont également écrites en espéranto. De plus, Hannibal King regarde le film Incubus entièrement tourné en espéranto, mettant en scène William Shatner. Enfin, le directeur de la photographie Gabriel Beristain fait une courte apparition en tant que passant achetant un périodique dans un kiosque ; l’échange avec le vendeur a lieu en espéranto.

### Attribution des rôles
Le rôle de Hannibal King a été proposé à Colin Farrell.
Le directeur de la photographie Gabriel Beristain fait un caméo dans le rôle d'un vendeur de journaux borgne parlant à Whistler.

### Tournage
Le tournage a eu lieu au Canada, notamment à Vancouver, Toronto et Montréal.
Le tournage a été marqué par de nombreuses tensions entre Wesley Snipes et le reste de l'équipe technique et autres acteurs. Ainsi, l'acteur ne parlait quasiment jamais au réalisateur David S. Goyer et voulait qu'on l'appelle « Blade ». L'acteur Patton Oswalt a révélé en 2012 que Wesley Snipes avait même failli étrangler le réalisateur :

« Je me souviens d’un jour sur le plateau, ils ont laissé tout le monde choisir leurs propres vêtements. Il y avait un acteur noir et il portait un T-shirt avec le mot « garbage » [« ordures » en français] imprimé dessus en grosses lettres stylées. C’était son T-shirt. Et Wesley est descendu sur le plateau de tournage, il ne le fait juste que pour les gros plans. Tout le reste est fait par sa doublure. J’ai seulement fait une scène avec lui. Donc, il apparaît et disparaît, puis Snipes a dit : “Il n’y a qu’un seul autre noir dans le film, et vous lui faites porter un T-shirt où est inscrit le mot « garbage » ? Vous êtes de gros enculés racistes !” Et il a essayé d’étrangler le réalisateur, David Goyer. [...] Wesley Snipes était totalement dingue, ce qui était marrant à voir. Il ne voulait pas sortir de sa loge et il fumait des joints toute la journée,. »

— Patton Oswalt, The A.V. Club (2012)

## Bande originale
Bandes originales de Blade
Blade II
(2002)
Comme pour les deux précédents films, la musique de Blade: Trinity mêle rap et electro. L'album contient des compositions de Ramin Djawadi, Andy Ellis, RZA, Danny Saber.
| No  | Titre                     | Interprètes                          | Durée |
| --- | ------------------------- | ------------------------------------ | ----- |
| 1.  | Fatal                     | RZA                                  | 3:43  |
| 2.  | I Gotta Get Paid          | Lil Flip, Ghostface Killah & Raekwon | 3:49  |
| 3.  | When the Guns Come Out    | WC, E-40 & Christ Bearer             | 4:09  |
| 4.  | Thirsty                   | Ol' Dirty Bastard & Black Keith      | 4:04  |
| 5.  | Daywalkers                | Ramin Djawadi & RZA                  | 2:34  |
| 6.  | Party in tha Morgue       | Kool Keith & Thee Undatakerz (en)    | 6:56  |
| 7.  | Skylight                  | Overseer                             | 4:59  |
| 8.  | This Blood                | Black Lab (en)                       | 3:06  |
| 9.  | Bombs Away                | Paris, Texas (en)                    | 3:28  |
| 10. | Weapons of Mad Distortion | The Crystal Method                   | 4:50  |
| 11. | Hard Wax                  | Manchild                             | 4:08  |
| 12. | Blade's Back              | Ramin Djawadi                        | 4:03  |

## Accueil

### Accueil critique
Le film reçoit des critiques globalement négatives. Sur l'agrégateur américain Rotten Tomatoes, il récolte 26% d'opinions favorables pour 148 critiques et une note moyenne de 4,42⁄10. Sur Metacritic, il obtient une note moyenne de 38⁄100 pour 30 critiques.
En France, le film obtient une note moyenne de 2,8⁄5 sur le site AlloCiné, qui recense 17 titres de presse.

### Box-office
Blade: Trinity est le film le moins rentable de la trilogie.
| Pays ou région    | Box-office      | Date d'arrêt du box-office | Nombre de semaines |
| ----------------- | --------------- | -------------------------- | ------------------ |
| États-Unis Canada | 52 411 906 $    | 24 février 2005            | 11                 |
| France            | 634 441 entrées |                            |                    |
| Total mondial     | 128 905 366 $   | -                          | -                  |

### Poursuites judiciaires
En 2005, Wesley Snipes poursuit en justice New Line Cinema et le réalisateur-scénariste David S. Goyer. L'acteur estime que le studio ne lui a pas versé l'intégralité de son salaire, qu'il a été intentionnellement écarté du choix des acteurs et du processus créatif, alors qu'il est l'un des producteurs du film. De plus, Wesley Snipes estime que son temps de présence à l'écran a été réduit au profit de celui de Ryan Reynolds et Jessica Biel.

## Distinction
En 2005, le film Blade: Trinity a été sélectionné 1 seule fois.

### Nominations
- Académie des films de science-fiction, fantastique et d'horreur - Prix Saturn 2005 : Meilleur film d'horreur.

## Fin alternative
Dans la version originale du film diffusée au cinéma et en version DVD, Abigail et Hannibal récupèrent Blade inconscient aux côtés de Drake mort. La scène suivante montre le FBI récupérant le corps de Blade décédé et lors de l'examen du corps, ce dernier reprend sous leurs yeux l'apparence de Drake et l'on entend en voix off Hannibal dire « Le cadeau d'adieu de Drake. Disons que le FBI a récupéré un cadavre, mais pas celui sur lequel ils comptaient ». Ensuite, il raconte que le virus n'a pas tué Blade, car son côté humain a préservé ses fonctions vitales, le plongeant tout de même dans le coma jusqu'à ce que son corps récupère totalement, et qu'à ce moment-là, il reprendrait le combat contre les vampires.
Dans la version longue « non censurée », le FBI récupère le corps de celui qu'ils croient être Blade, avant de réaliser qu'il s'agit de celui de Drake. Seulement, dans cette version, lorsqu'ils examinent le corps de plus près, celui-ci se réveille et attaque le personnel présent dans le bloc en gardant l'apparence de Blade. On suppose donc que Drake a lui aussi survécu. C'est ensuite la voix off d'Hannibal qui, comme dans la version originale, reprend le même dialogue pour terminer le film sur des images de Blade qui se remet en chasse.

## Suite de la franchise
En octobre 2008, Stephen Norrington (réalisateur du premier film Blade) est annoncé pour développer une préquelle à la trilogie, dans laquelle Stephen Dorff reprendra son rôle de Deacon Frost.
En mai 2013, Marvel annonce travailler sur le script d'un nouveau Blade. En juillet 2015, Wesley Snipes annonce être en discussion avec Marvel pour reprendre son rôle,,.
En 2016, l'actrice Kate Beckinsale révèle qu'un crossover avec Underworld a un temps été envisagé en 2012 pour servir de suite à Blade: Trinity, juste avant que les droits du personnage de Blade reviennent à Marvel Studios,.
En juillet 2019, au San Diego Comic-Con, Marvel Studios annonce que Blade va connaitre un reboot pour être intégré à l'univers cinématographique Marvel. Il y sera interprété par Mahershala Ali. Cependant, le président de Marvel Studios Kevin Feige précise que Blade ne fera pas partie de la Phase IV de l'univers. Il devrait apparaître plus tard.

## La sagaBlade
- Blade de Stephen Norrington (1998)
- Blade 2 de Guillermo Del Toro (2002)
- Blade: Trinity de David S. Goyer (2004)
- Deadpool et Wolverine de Shawn Levy (2024) (apparition clin d’œil)